# Präsentkorb

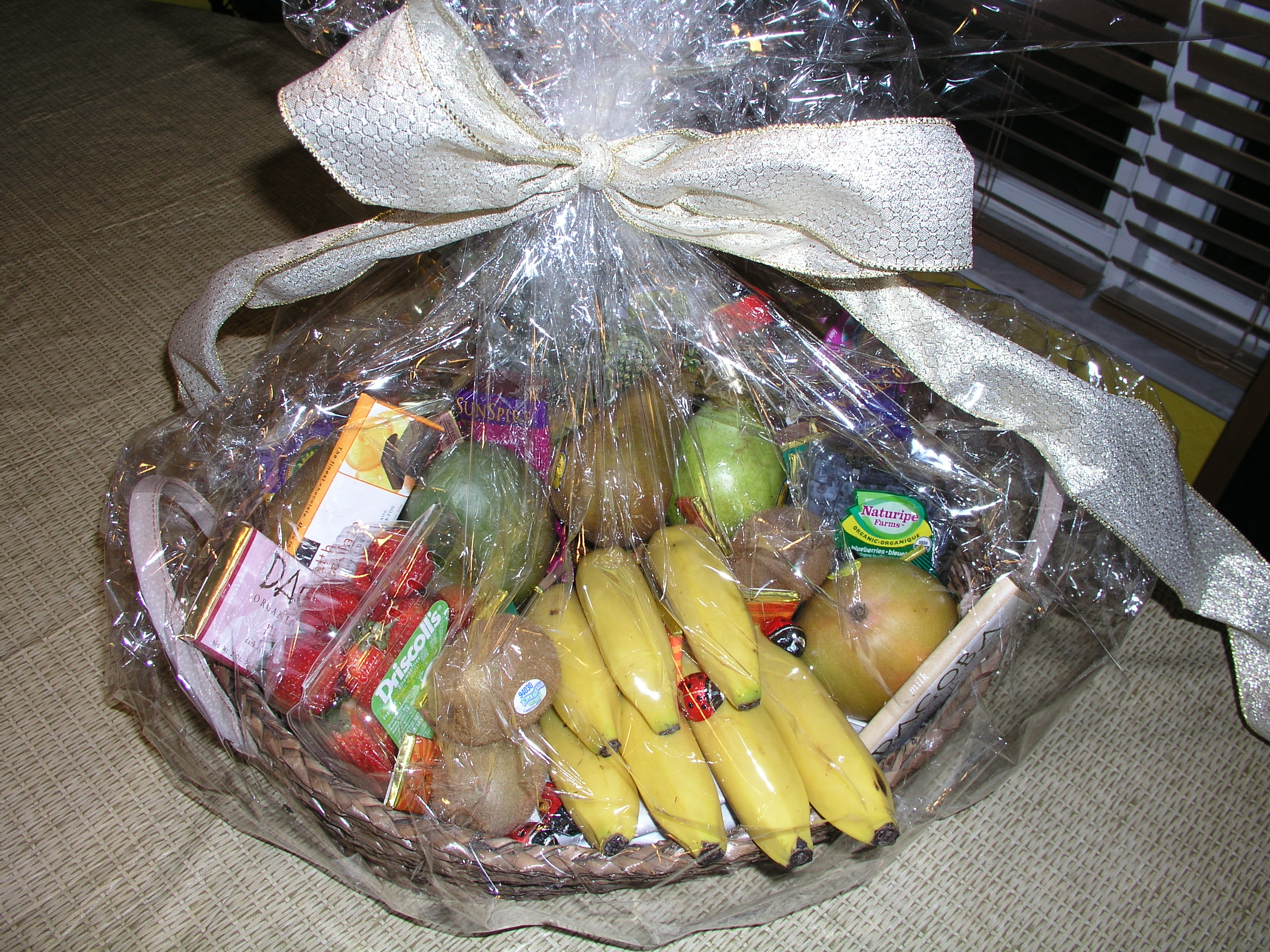
Präsentkorb

Ein Präsentkorb (auch Geschenkkorb) ist ein mit Produkten gefüllter, dekorierter Korb. Klassische Geschenkkörbe enthalten oft Delikatessen und werden vornehmlich bei feierlichen Anlässen im privaten oder im geschäftlichen Umfeld eingesetzt. Die Körbe sind zumeist mit einem Henkel versehen und können auch Artikel aus dem Non-Food-Bereich enthalten.
Das Überreichen von Geschenken in Schalen oder Körben hat eine lange Tradition und ist in vielen Kulturen üblich. Geschenkkörbe dürften somit ebenso alt sein wie das Flechthandwerk.
In englischsprachigen Ländern, insbesondere in den USA und Kanada, sind Geschenkkörbe (gift baskets) äußerst populäre Geschenke. Dies führte in diesen Ländern zur Ausbildung einer eigenen Geschenkkorb-Branche und zum Berufsbild des Geschenkkorb-Designers (basketeer).